# Karl Karlsen
Karl Karlsen eller Carl Christian Peder Carlsen (født 1. juli 1880 i København, død 19. maj 1958 i København) var en dansk bryder, som deltog i de olympiske mellemlege 1906 og de olympiske lege 1908. Han stillede op for IF Sparta.
Karlsen var græsk-romersk bryder, der stillede op i letvægt, og ved mellemlegene vandt han sølvmedalje i denne klasse. Turneringen endte efter de indledende runder med tre mand, der skulle kæmpe om medaljerne i alle-mod-alle. Her var østrigeren Rudolf Watzl den stærkeste og vandt begge sine kampe, mens Karlsen vandt over ungareren Ferenc Holubán, hvorved medaljerne var fordelt i den rækkefølge. Kampen mellem Watzl og Karlsen tog hele 40 minutter.
Han deltog i samme vægtklasse ved de olympiske lege to år senere. Her vandt han sin førsterundekamp over belgieren Fernand Steens på fald efter 9 minutter, mens han i anden runde (ottendedelsfinalen) tabte til finnen Arvo Lindén på fald efter 4:15 minutter og var derefter ude; Lindén vandt senere bronzemedalje.
Karl Karlsen deltog desuden i EM og VM i brydning 1907.